# 宇和島藩

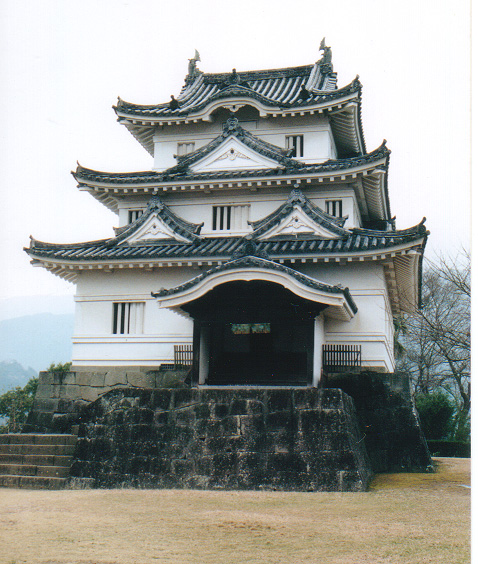
宇和島城天守

竹輪笹に阿吽の向かい雀の宇和島紋

宇和島藩（うわじまはん）は、伊予国宇和島（現在の愛媛県宇和島市）周辺を治めた藩。藩庁は宇和島城に置かれた。

## 前史: 江戸時代以前の宇和島

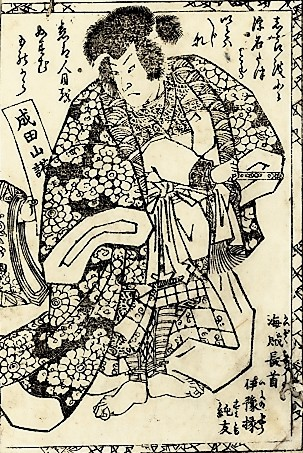
海賊の藤原純友

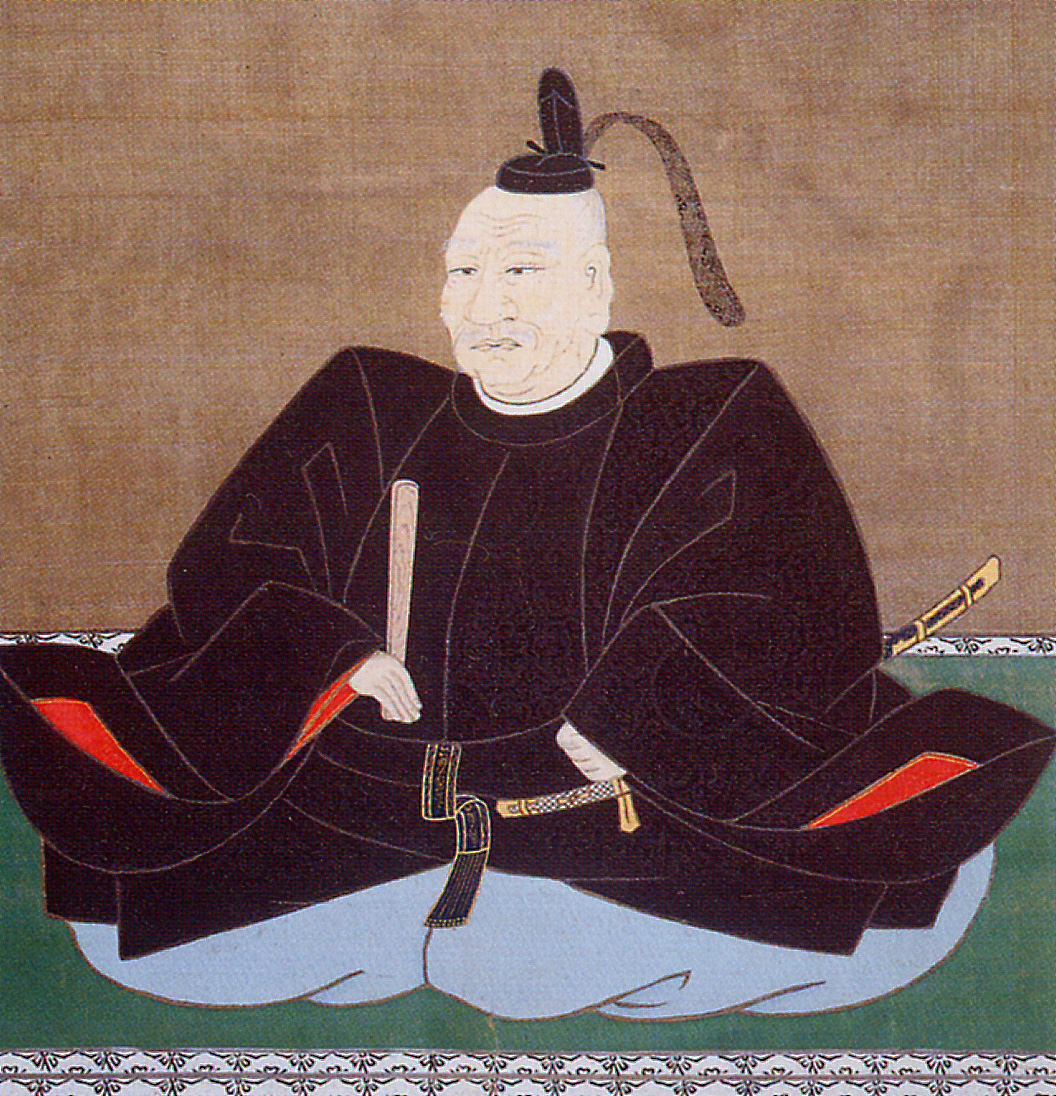
宇和の領主となった藤堂高虎

宇和島湾の西方約28kmの沖合に日振島と呼ばれる島があるが、平安時代は海賊の巣窟であり、藤原純友の乱では純友配下の海賊が根拠地としていた。もともと純友は京都で権勢を振るっていた藤原北家の出身で、藤原冬嗣の曾孫良範の子とされる（別説では伊予の在地豪族高橋氏出身とも）。純友は中央で権勢を握れず、伊予の国司として赴任し、最初は海賊追討と鎮撫で一定の功績を立てて都に戻ることを許されたが、海賊行為が再燃したため紀淑人とともに海賊鎮撫のために伊予に赴いた。ところが天慶2年（939年）秋、純友は自ら海賊活動を開始した。純友は備前介藤原子高の鼻を削ぎ、妻を奪い、子を殺すなど横暴を極めた。純友は、京都で出世コースから外れた自分と同じ境遇に置かれた中級官人層を味方に引き入れて、西国に一大勢力を形成した。
当時、関東では平将門が反乱を起こしていたが、将門と純友は共同謀議をしており、将門とともに京都を制圧した時には関白になる計画を描いていたという（『大鏡』）。これは異説も多いが、当時東国の反乱鎮圧にも追われていた朝廷は純友懐柔策を行い、純友は従五位下に叙せられた。だが純友は備中や淡路で海賊行為を行い武器などを強奪した。しかし将門が平貞盛と藤原秀郷により討たれたため、朝廷は西国に軍勢を向けることが可能になり、次第に純友は追い詰められていく。天慶4年（941年）5月、純友は大宰府を攻めて占領したが、小野好古率いる朝廷軍の追討を受けて撃破され、純友は伊予に逃亡したが、6月に橘遠保に捕縛されて息子の重太丸とともに斬殺され、純友の乱は平定された。
治承・寿永の乱（源平合戦）時には平氏追討で活躍した戦功により、源義経が朝廷より伊予守に任命されている。
室町時代になると室町幕府より宇和郡は藤原北家傍流の伊予西園寺氏の公経が知行国守となる。戦国時代になると、大内義隆、毛利元就、大友宗麟、土佐一条氏、長宗我部氏など周辺諸大名により宇和島地方は侵略を受け、西園寺氏はこれらの勢力と敵対と同盟を繰り返して存続した。長宗我部元親の四国制覇の際、西園寺公広は宇和島で抵抗したが敗れて降伏する。その直後、豊臣秀吉の四国攻めにより元親は降伏して土佐一国を安堵され、伊予は四国平定で功績があった小早川隆景の領土となり、南伊予支配は隆景の養子で異母弟の秀包に任され、家臣の持田右京が実際の支配を担当した。隆景は九州平定でも戦功を立て、そのために筑前・筑後に新たな領土を与えられて移封となり、同じく九州平定で戦功を立てた秀吉の家臣戸田勝隆が伊予大洲10万石（実際は7万石）の領主となった。ところが戸田は隆景と違い苛酷な統治を行い、元領主の西園寺公広や土居・観修寺・法華津ら西園寺旧臣をことごとく追放、後に公広を謀殺した。戸田は合戦には強いが、殺人を平気で行う狂人だったとされ、その統治では一揆がたびたび起きているが、戸田はこれを鎮圧すると反徒の大量虐殺を行ったり、板島（宇和島）城下で殺人・強奪・強姦を行ったりしたという（ただし『清良記』による脚色説も根強い。また戸田暴君説を唱えているのは司馬遼太郎である）。ただし異説もあり、日振島の年寄に対して年貢を免除し、一揆鎮圧後に旧城主に懐柔策をしていること、荒地の開発や紅花の栽培奨励とその買上を行ったりと、戸田なりに民政の安定と殖産振興に尽力していた。戸田は秀吉の朝鮮出兵が始まると、福島正則の副将格として出兵したが、この際に宇和島地方の社寺の銘木・霊木まで伐採して船材としたということから、暴君として非難されている。文禄の役では講和交渉を務め、帰国中に巨済島で発病して文禄3年（1595年）10月に狂死し、嗣子がなく戸田家は断絶した。
戸田家が断絶した後、宇和郡7万石の領主として秀吉の家臣藤堂高虎が入った。高虎は6年を費やして板島（宇和島）城築城工事を行っている。慶長5年（1600年）9月の関ヶ原の戦いで高虎は東軍（徳川方）として参戦し、その功績により戦後、徳川家康より伊予今治藩20万石に加増移封され、板島（宇和島）には高虎の従弟藤堂良勝が城代として置かれた。ところで関ヶ原の直前、宇和郡松葉（現在の西予市宇和町）の土豪三瀬六兵衛が毛利輝元と通じて松葉騒動という反乱を起こしたが、高虎は鎮圧して支配体制を固めた。高虎は家康の下で順調に出世を遂げ、慶長13年（1608年）に伊勢津藩22万石の藩主として加増移封された。

## 藩史

### 富田信高の時代

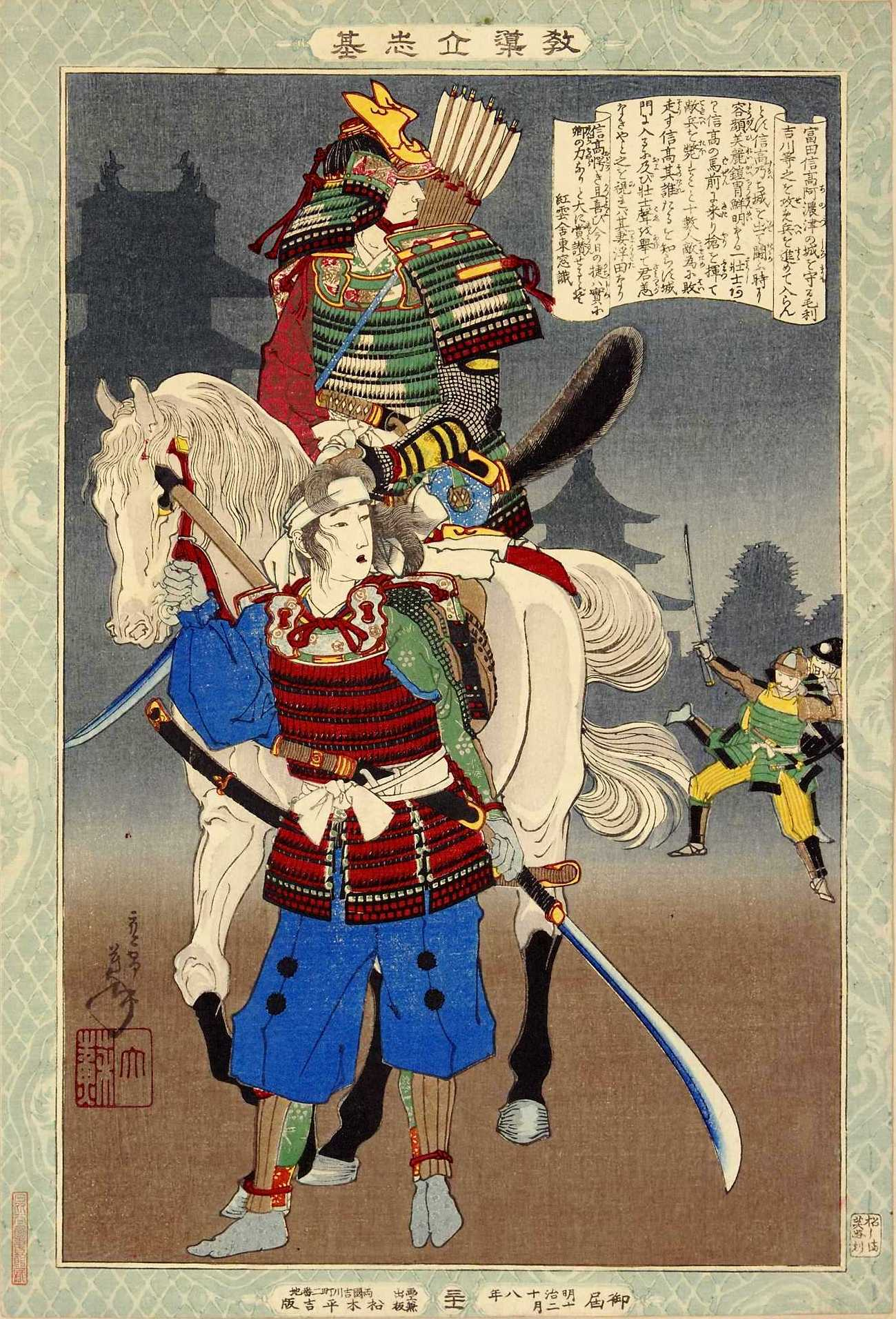
富田信高を救う妻（月岡芳年画）

慶長13年（1608年）9月15日、伊勢津藩5万石の藩主だった富田信高が徳川秀忠から宇和郡10万1,900石を与えられて板島丸串城主として入ったことにより、宇和島藩が立藩する（ただし、富田信高の時代でなく伊達秀宗の入部をもって藩の始まりとする説もある）。
富田信高の正室は宇喜多忠家の娘（直家の姪・秀家の従妹）である。この正室は、関ヶ原合戦で毛利秀元軍相手に奮戦して敵兵数名を自ら突き伏せたと伝わる女武者で有名である。ところがこの正室の兄とも弟とも伝わる坂崎直盛が、甥の宇喜多左門と対立して事件を起こした。発端は、直盛には寵愛していた美童がいたが、この美童が左門と密通したため直盛が激怒して家臣に美童を斬らせたのだが、左門がこの家臣を斬って逐電し、叔母にあたる信高正室を頼って、当時は津藩主であった信高に庇護されたことに始まる。これを聞いた直盛は信高に左門を差し出すように求めたが、信高がとぼけたために直盛は激怒して、武力衝突寸前にまで至った。幸い家臣の諫言があって止まるが、直盛は大御所家康と将軍秀忠に訴えて左門の引渡しを求める始末だった。左門は信高の下を辞去して肥後熊本藩主加藤清正、日向延岡藩主高橋元種の下に身を寄せた。この際に信高正室は延岡にいる左門に300石の米を送ったが、左門の家臣で行動をともにしていた篠原某が裏切り、信高正室が左門に宛てた書状を盗んで直盛に帰参を願い、直盛はこの書状を証拠にして再度、家康と秀忠に訴え出た。
慶長18年（1613年）10月8日、家康・秀忠同席の前で直盛と信高・元種は対決し、直盛は勝訴した。左門隠匿が勝訴の原因になったとされる。信高・元種は改易となり、信高は奥州磐城平藩主鳥居忠政預かりとされ、伊予に帰国することもなく配所に向かわされた。騒動の原因となった左門は獄死したとも斬殺されたともいわれる。
富田家の改易に関しては大久保長安事件による連座、宇和島の郷土史料では富田家の塩成掘切工事による不正によるものとする説があるが、前者はともかく後者はかなり疑わしい説とされている。
富田家改易により宇和島は幕府直轄領となり、幕府代官として藤堂良勝が入った。富田家中では宇和島を退去する際に年貢未徴収のために困っていたが、蔵米3000俵を良勝が貸し与えて残らず退去させた。信高は寛永10年（1633年）に小名浜（現在の福島県いわき市）において死去した。信高の長男知幸が水戸藩士として、次男知儀が7,000石の幕府旗本として存続した。
宇和島市内における富田家ゆかりのものとして佐伯町と佐伯橋があり、これは富田家家老の佐伯権之助の屋敷があったことからこの町名と橋の名がつけられ、また信高正室の肖像画が宇和島市大宮町（旧北町）の真宗大谷派最勝山立正寺（瓦寺）に所蔵されている。なお、この立正寺は南予最初の瓦葺きの寺院であったと伝わる。

### 伊達家の時代

#### 秀宗の入部
慶長19年（1614年）12月28日、伊達秀宗が徳川秀忠より伊予宇和島藩10万石を与えられ、慶長20年（1615年）3月18日に板島丸串城（宇和島城）に入城したことから、宇和島藩が正式に成立した。秀宗は戦国の世に「独眼龍」と称された仙台藩主伊達政宗の庶長子である。秀宗ははじめ政宗の世子であったが、天下の覇権が豊臣家から徳川家に移り、また政宗と正室愛姫との間に忠宗が生まれたこともあって、秀宗はその立場が問題になった。このため、政宗は徳川家に秀宗の身が成り立つように嘆願し、大坂冬の陣で政宗と秀宗がともに徳川方として従軍すると、幕府は政宗の戦功と秀宗の忠義に報いるとの理由で宇和島藩を与えた。宇和島藩伊達家は仙台藩の支藩ではなく新規に国主格大名として取り立てられ、秀忠より「西国の伊達、東国の伊達と相並ぶ」ように命じられた。ただし、幕府の有力外様大名統制政策の一つで伊達家を東西に分断し、また豊臣家に近い秀宗を僻遠の四国に遠ざける必要があったため、ともされている。秀宗入府のときの家臣団は米沢時代の「伊達57騎」の中から選ばれたものだったため、仙台藩とは直接関係がない成立だったが、仙台藩は支藩と主張し、特に秀宗の時代はもめごとが絶えなかった。なお、この57騎は政宗が選抜したといわれる。

#### 和霊騒動と改易の危機
宇和島藩は秀宗が入部するまで短期間で領主・藩主の交替が続いたために疲弊しており、桜田元親を侍大将、山家公頼を惣奉行として始まった藩政は前途多難だった。元和3年（1617年）頃に板島丸串城は宇和島城と、板島も宇和島と改名された。藩財政は非常に苦しく、秀宗は宇和島入部にあたって父の政宗から創業資金として黄金3万両（6万両説あり）を借用しており、それがこの頃に返済をめぐって藩論が紛糾することになった。山家は仙台藩と政宗の関係を重視し、政宗隠居料の名目で毎年3万石を返済にあてることにし、元和4年（1618年）には宇和島城下の北口に仙台藩の役所が置かれて寛永12年（1635年）まで18年間、3万石を返済にあてた。ただし政宗は寛永13年（1636年）の死去まで隠居していないため、これは事実上宇和島藩領を仙台藩に分知したようなものであり、また宇和島藩士の多くが減俸を余儀なくされることになり、この献策を行なった山家は桜田元親らに大いに恨まれた。また秀宗も借金返済問題をめぐり、山家と対立するようになった。
元和6年（1620年）1月、幕命により大坂城石垣工事を担当することになり、山家と桜田は奉行として大坂に赴いた。しかし、工事の進捗状況の報告に関して山家と桜田の間に齟齬があり、桜田の讒言で山家は宇和島に帰国し謹慎することになった。そして6月29日、秀宗の命令を受けた桜田一派により山家とその息子ら一族は殺害された。事件を知った政宗は激怒して秀宗を勘当し、さらに幕府に対して「秀宗は大虚けで到底10万石を治める器にあらず。召し上げてほしい」と幕府に願い出るほどだった。これに対しては、秀宗正室の兄である井伊直孝と土井利勝による政治工作により収拾されている。

#### 秀宗の治世と支藩伊予吉田藩の誕生
宇和島藩の藩政は秀宗期にほぼ確立した。ただし、肝心の秀宗は寛永14年（1637年）に中風に倒れ、実際の藩政は次男で継嗣の宗時が担当した。なおこのため、宗時は宇和島藩の第2代藩主と見なされることもある。宗時は寺社造営、植樹、領内検地を実施し、この検地を基にして定免法を採用し、さらに家臣の知行を従来の給地制（地方知行制）から蔵米制（米現物支給）に移行した。しかし承応2年（1653年）に宗時は早世し、弟の宗利が継嗣となる。
宗時の死後、秀宗の五男で宗時と宗利の異母弟にあたる宗純が秀宗による3万石のお墨付き（分知状）を持ち出し、宇和島藩では和霊騒動以来の騒動が起こった。これには秀宗の縁戚で幕府の宿老である井伊直孝、仙台藩の実力者伊達宗勝を巻き込み、さらに宗純や配下の家臣らによる陰謀などもあったとされる。結局、直孝の説得により宗利が折れざるを得なくなり、宗純に3万石を分知して伊予吉田藩を創設した。だが、吉田藩領の主要部分は肥沃な穀倉地帯の上、飛び地を有していたために宇和島藩との境界線が複雑になり、領地の帰属をめぐっての争いが絶えなかった。宗利は吉田藩創設にあたり、高禄の家臣を宗純に押し付けるという報復に出たため、両藩の反目は長く続くことになる。
明暦3年（1657年）7月に秀宗は隠居し、宗利が正式に第2代藩主に、8月に宗純が正式に伊予吉田藩3万石の初代藩主となった。

#### 宗利以降の時代
宗利の時代は36年間に及び、秀宗・宗時時代の統治を踏襲して諸制度の整備充実を図った。この時代は後世の模範になったとされているが、一方で日照り、落雷、洪水、大火、土佐藩や吉田藩との境界線争いなどが相次ぎ、貞享4年（1687年）頃には藩財政が逼迫して衣服や食事を粗末にし、元禄元年（1688年）には5か年計画を立てるに至った。元禄6年（1693年）11月、宗利は宗贇に家督を譲って隠居した。
第3代藩主宗贇は仙台藩の第3代藩主伊達綱宗の三男で、宗利の婿養子である。元禄9年（1696年）7月、吉田藩分知で7万石になっていた宇和島藩は高直しが行われて再度10万石となった。ただしこれは、藩や商人で進めていた新田開発や収穫のない荒田まで加えて無理矢理10万石にしたようなものであり、しかも幕府の普請役では10万石格を負担しなければならなくなり、湯島聖堂の造営等により藩財政はますます逼迫した。
正徳元年（1711年）に宗贇は死去し、三男の村年が第4代藩主となる。この時代には旱魃・飢饉・風水害が続き、藩札の発行と被災者の救済、植林・植樹から、難民の緊急雇用対策のための土木事業、倹約令、人材登用など様々な藩政改革が試みられたが、肝心の村年が享保20年（1735年）5月に31歳で急死した。
第5代藩主村候は村年の子で、在任60年間の長期にわたった中興の祖である。寛保3年（1743年）に倹約令を発し、藩政改革に乗り出した。学問・武芸を奨励し、寛延元年（1748年）に藩士と庶民共学の藩校・内徳館（のちの明倫館）を開いた。また、木蝋を藩の重要産品とし、紙を専売とした。さらに農政改革をはじめ、博打や好色の禁止、役職勤務の見直し、風俗矯正や奢侈の禁止から租税改革など大規模な藩政改革を行なった。これらの改革は成功したが、天明の大飢饉により藩は深刻を極め、疲弊した藩では一揆や村方騒動が相次ぎ、その最中の寛政6年（1794年）9月に村候は死去した。なお、村候死去の前年に吉田藩で紙の専売をめぐって武左衛門一揆が起こり、一揆の解決に宇和島藩が当たっている。
第6代藩主には村候の子村寿が就任し、有能な藩士の登用、倹約令と歳出抑制、商品作物栽培や養蚕等による歳入拡大、被災民救済などを中心とした藩政改革を行った。だがこの時代にも風水害が8回、旱魃が1回と天災が相次いだ。また文化9年（1812年）には萩森騒動と呼ばれる財政再建をめぐる重臣の意見の対立から刃傷事件が発生している。さらに文化5年（1808年）夏に伊能忠敬が宇和島に入って測量を行っているが、この伊能一行の接待は幕命によりかなり大仰に行われ、宇和島にかなりの負担をかけ、藩も領民も不時の出費に大いに苦しんだといわれている。

#### 幕末

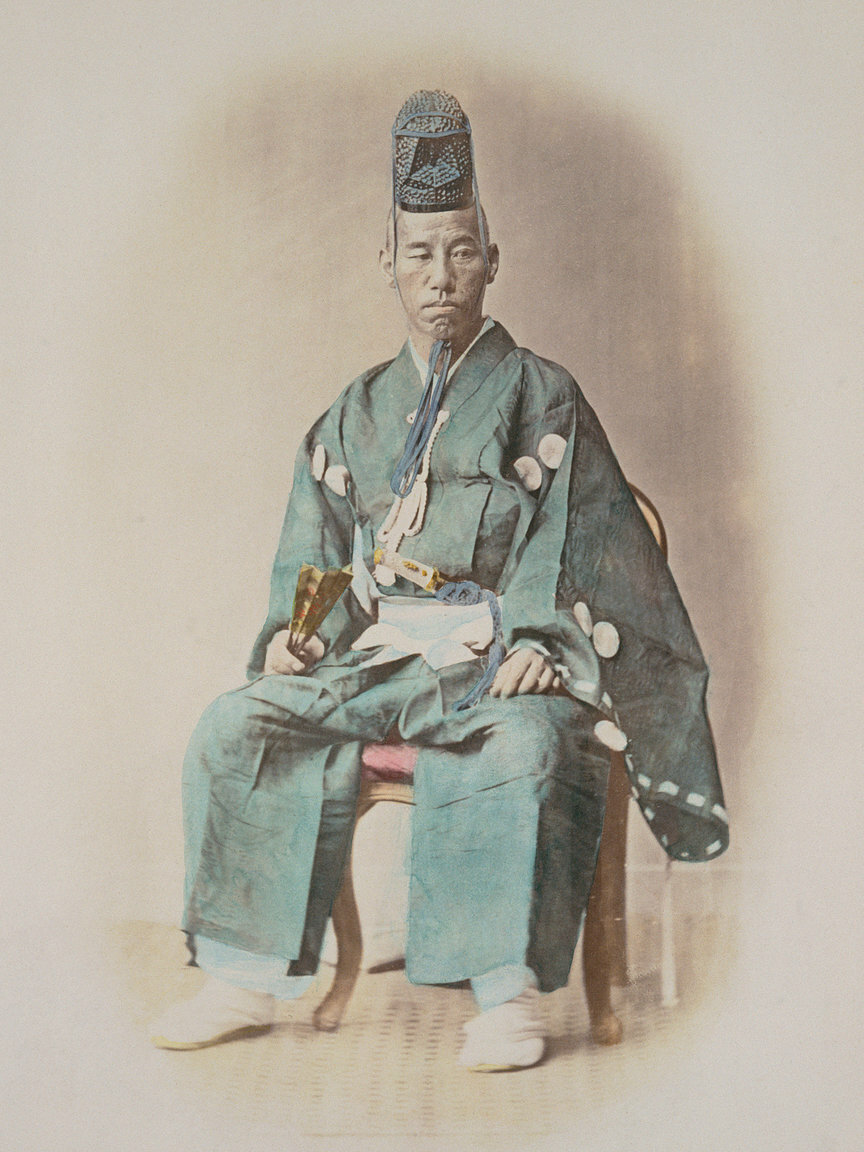
宇和島藩第8代伊達宗城

村寿は文化14年（1817年）から病気により継嗣の宗紀に藩政を代行させ、文政7年（1824年）に隠居して第7代藩主には宗紀が就任した。宗紀も5か年にわたる倹約をはじめ、奢侈の禁止や文学の奨励、産業の振興と統制、人材の育成などを中心とした藩政改革を行った。宗紀は長男と次男を早くに失い継嗣がなかったため、旗本山口家の出身で祖父山口直清が村候の次男だったことから養子に迎えられることになったのが宗城である。
宗城は前藩主からの殖産興業を引き継ぎ、さらに西欧化を推し進めて富国強兵政策をとった。高野長英・村田蔵六（後の大村益次郎）を採用している。また、幕政にも関与し、福井藩主松平春嶽、土佐藩主山内容堂、薩摩藩主島津斉彬と並び幕末の四賢侯と称された。斉彬を除く他の賢侯同様、井伊直弼による安政の大獄では将軍継嗣問題で一橋派に与したために隠居謹慎を余儀なくされ、第9代藩主には宗紀の三男で宗城の養子の宗徳が就任した。ただし宇和島藩政の実権は宗城が大半を掌握し、宗紀がそれを補佐し、宗徳は飾りに近い立場であった。また宗紀・宗城・宗徳3代の藩主妻子に家臣と奥女中が付いたため、藩財政はさらに逼迫することになった。
桜田門外の変で井伊が暗殺されると宗城は表舞台に復帰し、孝明天皇に拝謁して国事に奔走した。以後、宗城は幕府と朝廷の間を渡り歩きながら幕末を駆け抜け、戊辰戦争では新政府の議定（新政府軍参謀兼務）に任命されたが、徳川慶喜が朝敵になると薩長の陰謀であるとして山内容堂とともに議定を辞任した。以後、宗城は非戦中立の立場をとった。これは藩財政が枯渇し、町人や農民から献金を募らねばならないほどであり、また支藩の吉田藩主伊達宗孝（宗城の実弟）が佐幕派として行動したため宗城はその説得に当たらざるを得なくなっていたためであった。だが仙台藩13代藩主伊達慶邦が奥羽越列藩同盟の盟主となったために逆賊になると、縁戚にあたる（慶邦の養子は宗城の次男宗敦）宗城は仙台藩存続に奔走し、使者を送って降伏を勧めるなどした。
明治時代になると、宗城は海外事情に通じていたことから新政府の外国掛・外国事務総督・外国官知事となった。明治4年（1871年）4月、宗城は全権大使として日清修好条規の締結に当たった。7月14日、廃藩置県により宇和島藩は宇和島県となった。
なお、藩主家は明治17年（1884年）、華族に列せられたが、宗城の功績を評価され侯爵となった。これは、奥羽越列藩同盟に連座し減封を受けた結果、伯爵止まりとされた仙台本家を上回る。
宇和島藩は幕末においては宗紀・宗城ら藩主の存在が大きいが、その一方で宇和島藩が明治政府で有力な藩閥を持てなかったのは、宇和島藩が幕末において流血沙汰がほとんどなかったためとされている。薩摩・長州・土佐いずれも藩内抗争や討幕戦争で多くの藩士を失っているが、宇和島のみは宗城の強力な指導力の下で藩論が統制されて脱藩者も数名ほど、対外戦争でも常に中立を保つなど平穏を保ったため、とされている。
宇和島市は第二次世界大戦の空襲が愛媛県内最多の計9回と、市内の大半を焼失する被害を受けたにも拘らず、藩士の「由緒書」など膨大な史料が残っており、宇和島市などが分析、整理に当たっており、まだ終了していない模様である。

## 仙台藩との関係
『仙台市史 通史5 近世3』によると、3代藩主宗贇が仙台藩主家から直接でなく陪臣の石川家を経ての養子縁組だったほか、4代藩主村年が仙台藩に伺いを立てながら藩政を行いかえって仙台藩から低く見られるようになったため、寛延元年（1748年）に5代藩主村候が「同苗別家」を主張する本末争いが起こった。堀田正亮の仲裁で、仙台藩以外で「家本」と「家分れ」という関係を公称することが許可されることで決着したが、仙台藩では相変わらず末家扱いの上、仙台藩公式記録『治家記録』に「陽に親しく交わり給うといへども、陰には互いに睦まじからず」と記すレベルに関係は冷却化した。

## 伊予吉田藩との関係
秀宗は遺言により五男・宗純に3万石を分知したが、それによって宇和島藩は実質的に7万石となり、準国主大名から城主大名に転落してしまうため、この分知の正統性をめぐり長期にわたって係争が続いた。
最終的に、宇和島藩は元禄9年（1696年）、3代藩主伊達宗贇の時に新田開発を理由に7万石から10万石への領地石高修正を幕府によって認められ、そのかわりに伊予吉田藩の正式独立が認められ、決着した。10万石への石高修正は認められたが、宇和島藩の実高は7万石であったため、さらに新田開発や産業振興に努めたものの、藩財政は疲弊した。一方、伊予吉田藩もこの独立を機に宇和島藩と友好関係を結び、実質上宇和島支藩的な存在に変わっていく。

## 経済
宇和島藩は成立当初から財政が苦しかった。豊臣時代に戸田・藤堂と替わり、さらに徳川時代に富田・幕領と目まぐるしく交代したためであり、そのため領地は著しく疲弊していた。このため、仙台藩から3万両とも6万両ともいわれる借財をしたが、その返済、さらに吉田分知による3万石の喪失とその後の高直しによる10万石の石高復帰とそれによる幕府普請の負担増大などがあり、宇和島藩の財政は火の車であった。歴代藩主による藩政改革も打ち続く天災などで効果が見込めず、幕末になると宗紀・宗城・宗徳3代のトロイカ体制のためにさらに財政支出は増大し、幕末には藩財政は領民からの献金で遣り繰りする始末であった。
宗城は財政難打開のため、安政3年（1856年）に宇和島に物産方役所を設置し、特産品の開発製造販売に取り組み、朝鮮人参の栽培、寒天の製造、藩内の産物研究に取り組んだ。蒸気船に興味を示す宗城は、これからは石炭が重要になることも見据え、福岡藩から技師を招いて石炭の埋蔵調査も行っている。物産方は蝋・茶・銅・肥料・海藻など多くの品目を扱ったが、いずれも藩を潤すほどの実は上げられなかった。

## 社会

### 藩校
藩校には国学者で皇学教授の鈴木重樹がおり（のちの法学者穂積陳重の父）、勤王運動を推進した。イギリス大使アーネスト・サトウの訪問も受けて歓待した。

### 軍事
宇和島藩には砲術に6つの流派があったが、宗城は最新の砲術を導入し、これを威遠流として一元化した。また宗城は、古来より軽卒の武器であった鉄砲を下級・上級を問わずに習熟するように命じ、弓組を鉄砲組に改編した。宗城は何度も軍事訓練を繰り返し、大砲の試射を自らも行うほど熱心だった。また軍隊を洋式化し、銃隊をイギリス式、砲隊をオランダ式にした。宗城は造船技術にも熱心に興味を示し、細工師の嘉蔵（前原巧山）を用いて長崎に留学させるなどしている。

### 無礼討ち
宇和島藩では安政2年（1855年）と明治4年（1871年）の2回にわたり無礼討ちが起こっている。前者は藩命による直々の無礼討ちであるが、後者は日本最後の無礼討ちと伝わっている。
安政2年の件では、宍戸甲太郎という武士が差料を奪われそうになり、何とか守ったが鞘を奪われたために面目を失い、藩の助けを得て元助・幸兵衛という犯人を討った。宍戸の腕はかなり未熟で、何度も斬りつけてようやく討ち果たしたといわれ、「見事と申すほどにはこれなく」とある。明治4年の件では、宗紀の側近須藤頼明が百姓丑松を斬ったとされるもので、佐伯橋で須藤と丑松が出くわした際、酔っていた丑松が須藤の通路をふさぐ悪戯をした。このため須藤は注意したが、丑松は相手が若侍と面罵したため、野次馬が集まる前で丑松を一刀の下に斬り捨てた。ちなみに、無礼討ち禁止令は明治4年（1871年）8月17日に出されているため、日本最後の無礼討ちとも伝わっている。

## 歴代藩主

### 富田家
外様、12万石、1608年 - 1613年
1. 信高

### 幕府領
1613年 - 1614年

### 伊達家
外様、大広間、国主格、10万石 → 7万石、1614年 - 1871年
1. 秀宗（ひでむね）10万石 → 分知により7万石
2. 宗利（むねとし）
3. 宗贇（むねよし）7万石 → 新田分を高直しして10万石格
4. 村年（むらとし）
5. 村候（むらとき）
6. 村寿（むらなが）
7. 宗紀（むねただ）
8. 宗城（むねなり）
9. 宗徳（むねえ）

注: 秀宗の次男で世子であった宗時（むねとき）〔従五位下・左京亮〕を2代としている史料（『大武鑑』など）も存在する。

## 藩領

### 宇和島城下
- 丸之内（後の旧宇和島町）
- 追手通（後の旧宇和島町）
- 堀端通（後の旧宇和島町）
- 広小路（後の旧宇和島町）
- 中ノ町（後の旧宇和島町）
- 鎌原通（後の旧宇和島町）
- 大榎通（後の旧宇和島町）
- 賀古町（後の旧宇和島町）

- 大石町（後の旧宇和島町）
- 笹町（後の旧宇和島町）
- 桜町（後の旧宇和島町）
- 富沢町（後の旧宇和島町）
- 御徒町（後の旧宇和島町）
- 佐伯町（後の旧宇和島町）
- 薬研堀（後の旧宇和島町）
- 神田川原通（後の旧宇和島町）

- 元結掛（後の旧宇和島町）
- 舟大工町（後の旧宇和島町）
- 恵美須町（後の旧宇和島町）
- 向新町（後の旧宇和島町）
- 横新町（後の旧宇和島町）
- 袋町（後の旧宇和島町）
- 本町（後の旧宇和島町）
- 樽屋町（後の旧宇和島町）

- 大工町（後の旧宇和島町）
- 愛宕町（後の旧宇和島町）
- 裏町（後の旧宇和島町）
- 鋸町（後の旧宇和島町）
- 一宮下町（後の旧宇和島町）
- 竜華前通（後の旧宇和島町）
- 北町（後の旧宇和島町）
- 竜光院前通（後の旧宇和島町）

### 宇和島藩支配十組
御城下組
- 祝森村（後の旧来村）
- 稗田村（保田村）（後の旧来村）
- 寄松村（後の旧来村）
- 宮下村（後の旧来村）
- 川内村（後の旧来村）
- 毛山村（丸穂村）（後の旧丸穂村）
- 下村（後の旧八幡村）
- 須賀浦（後の旧八幡村）
- 中間村（後の旧八幡村）
- 柿原村（後の旧八幡村）
- 光満村（後の旧高光村）
- 高串村（後の旧高光村）
- 九島浦（後の旧九島村）
- 東三浦
- 西三浦
- 上波浦
- 戸島浦（後の旧戸島村）
- 日振浦（後の旧日振島村）
- 大浦（後の旧八幡村）
- 奥浦（後の旧奥南村）
- 高山浦（後の旧高山村）

山奥組
- 魚成村（後の旧魚成村）
- 長谷村
- 今田村
- 田野々村
- 男河内村（後の旧魚成村）
- 下相村（後の旧魚成村）
- 土居村（後の旧土居村）
- 古市村（後の旧土居村）
- 伏越村
- 中津川村
- 川津南村（後の旧高川村）
- 窪野村（後の旧土居村）
- 嘉喜尾村（後の旧土居村）
- 遊子谷村（後の旧遊子川村）
- 野井川村（後の旧遊子川村）
- 惣川村（後の旧惣川村）
- 横林村（後の旧横林村）
- 坂石村（後の旧横林村）

保内組
- 日土村（後の旧八幡浜市）
- 須川村（後の旧喜須来村）
- 喜木村（後の旧喜須来村）
- 宮内村（後の旧宮内村）
- 両家村（後の旧宮内村）
- 枇杷谷村（後の旧宮内村）
- 鼓尾村（後の旧宮内村）
- 磯崎浦（後の旧磯津村）
- 川石浦（後の旧川之石村）
- 伊方浦（後の旧伊方村）
- 九町浦（後の旧町見村）
- 二見浦（後の旧町見村）
- 三机浦（後の旧三机村）
- 三崎浦（後の旧三崎村）

矢野組
- 八幡浜浦（後の旧八幡浜町）
- 矢野町（後の旧神山村）
- 栗野浦（後の旧神山村）
- 大平村（後の旧矢野崎村）
- 向灘村（後の旧矢野崎村）
- 津羽井村
- 高野地村（後の旧矢野崎村）
- 今長谷村
- 南茅村（後の旧千丈村）
- 北茅村（後の旧千丈村）
- 松尾村（後の旧千丈村）
- 上郷村（後の旧千丈村）
- 下郷村（後の旧千丈村）
- 河内村（後の旧千丈村）
- 古薮村
- 田波村
- 八代村（後の旧神山村）
- 五反田村（後の旧神山村）

- 大峠村
- 河舞村
- 国木村（後の旧神山村）
- 牛名村
- 若山村（後の旧双岩村）
- 谷村
- 中津川村（後の旧双岩村）
- 釜倉村（後の旧双岩村）
- 布喜川村（後の旧双岩村）
- 舌間浦（後の旧舌田村）
- 合田浦（後の旧舌田村）
- 馬目網代（真網代）（後の旧真穴村）
- 野田村
- 平地村（以上、後の旧大洲市）
- 影平村
- 蔵貫村（後の旧三島村）
- 加室（下泊）浦（後の旧三島村）

多田組
- 伊延村（後の旧多田村）
- 岡山村（後の旧多田村）
- 河内村（後の旧多田村）
- 東多田村（後の旧多田村）
- 大江村（後の旧中川村）
- 加茂村（後の旧中川村）
- 田苗真土村（後の旧中川村）
- 杢所村（後の旧中川村）
- 馬木村
- 清沢村（後の旧中川村）
- 下松葉村（後の旧上宇和村）
- 上松葉村（後の旧上宇和村）
- 坂戸村（後の旧中川村）
- 多野中村
- 伊崎村
- 平野村
- 窪村
- 常定寺村（後の旧田之筋村）
- 新城村（後の旧田之筋村）
- 明石村（後の旧田之筋村）
- 伊南坊村

山田組
- 明間村（後の旧下宇和村）
- 下川村（後の旧下宇和村）
- 皆田村（後の旧下宇和村）
- 伊賀上村（後の旧宇和町）
- 松葉町（卯之町）（後の旧宇和町）
- 鬼窪村（後の旧宇和町）
- 久枝村（後の旧上宇和村）
- 神領村
- 野田村（後の旧上宇和村）
- 小野田村（後の旧上宇和村）
- 永長村（後の旧上宇和村）
- 山田村（後の旧石城村）
- 郷内村（後の旧笠置村）
- 上岩木村（後の旧笠置村）
- 下岩木村（後の旧笠置村）
- 小原村（後の旧笠置村）
- 津布理村（後の旧三瓶村）

野村組
- 栗木村（後の旧貝吹村）
- 西村（後の旧貝吹村）
- 鎌田村（後の旧貝吹村）
- 蔵良村（後の旧中筋村）
- 中通川村（後の旧貝吹村）
- 釜川村（後の旧野村）
- 前石村
- 阿下村（後の旧野村）
- 野村（後の旧野村）
- 片川村（後の旧野村）
- 次ヶ川村
- 平野村（後の旧中筋村）
- 高瀬村
- 伊与地川村
- 蔵村
- 白髭村（後の旧渓筋村）
- 戸鹿野村
- 林乗村
- 広田村
- 長谷村（後の旧渓筋村）
- 四郎谷村（後の旧渓筋村）
- 河西村

川原淵組
- 牛之川村
- 北川村（後の旧旭村）
- 奈良村（後の旧旭村）
- 中之川村（後の旧旭村）
- 芝村（後の旧旭村）
- 永野市村（後の旧旭村）
- 近永村（後の旧旭村）
- 下大野村（後の旧三島村）
- 中尾坂村
- 大宿村（後の旧愛治村）
- 松森村
- 清水村（後の旧愛治村）
- 畔屋村（後の旧愛治村）
- 西野々村（後の旧愛治村）
- 小西野々村（後の旧泉村）
- 広見村（後の旧三島村）
- 次郎丸村
- 中之河村
- 松丸村（後の旧明治村）
- 岩熊村
- 樫谷村
- 上家地村（後の旧松丸村）
- 延野々村（後の旧松丸村）

津島組
- 高田村（後の旧津島村）
- 岩松村（後の旧津島村）
- 芳原村
- 下畑地村（後の旧畑地村）
- 上槙村
- 上畑地村（後の旧畑地村）
- 槙川村（後の旧清満村）
- 御内村（後の旧清満村）
- 山財村（後の旧清満村）
- 颪部村
- 御代川村
- 大道村
- 秀松村
- 岩淵村（後の旧清満村）
- 芋路谷村
- 野井村
- 近家村（後の旧津島村）
- 下灘浦（後の旧下灘村）

御荘組
- 正木村（後の旧一本松村）
- 板尾村（増田村）（後の旧一本松村）
- 広見村（後の旧一本松村）
- 小山村（後の旧一本松村）
- 中之川村（後の旧一本松村）
- 満倉村（後の旧一本松村）
- 上大道村（後の旧一本松村）
- 長月村（後の旧御荘村）
- 和口村（後の旧御荘村）
- 平城村（後の旧御荘村）
- 長洲村（後の旧御荘村）
- 摺木村
- 平山浦（後の旧内海村）
- 成川防城村（後の旧内海村）
- 深泥浦（後の旧御荘町）
- 城辺村（後の旧城辺村）
- 緑村（後の旧緑僧都村）
- 僧都村（後の旧緑僧都村）
- 外海浦（後の旧東外海村・旧西外海村）
- 柏村（後の旧内海村）
- 内海浦（後の旧内海村）
- 須ノ川村
- 鵜来島（後の旧沖ノ島村）
- 沖之島（後の旧沖ノ島村）

## 江戸屋敷所在地
- 上屋敷: 麻布龍土町（現在、国立新美術館と政策研究大学院大学の敷地）
- 下屋敷: 白銀（金）

## 支藩
- 伊予吉田藩

## 幕末の領地

### 宇和島藩領
- 伊予国: 宇和郡のうち163村

### 吉田藩領
- 伊予国: 宇和郡のうち87村

## 宇和島藩出身の著名人
- 児島惟謙
- 土居通夫
- 末広鉄腸
- 穂積陳重
- 大和田建樹
- 油屋熊八
- 前原巧山
- 中野逍遙
- 山下亀三郎
- 兵頭雅誉